# Benet Ignasi de Salazar
Benet Ignasi de Salazar, fou bisbe de Barcelona (1683-1692) i va ser el cent dotzè president de la Generalitat de Catalunya entre els anys 1689 i 1692, nomenat el 22 de juliol de 1689.
D'origen riojà (va néixer a Baños de Río Tobía), va ser l'últim president de la Generalitat catalana nascut fora de Catalunya fins a la investidura de José Montilla Aguilera.
Va ingressar al monestir benedictí de San Millán de la Cogolla el 1629, on va arribar a ser abat. Posteriorment, fou abat del monestir de Jerez i abat general de la congregació de Valladolid del seu orde. Exercí el càrrec de qualificador de la inquisició i de teòleg del rei. Fou nomenat bisbe de Barcelona (1683-1692).
Va pacificar als sublevats pel tribut injust a Sant Andreu de Palomar. Va concedir privilegis als beneficiats de Sant Sever.
Les tensions històriques per les condicions d'allotjament de les tropes, va portar a una sublevació camperola simultània a Sant Boi de Llobregat, Gavà, Begues, Castelldefels, Sant Vicenç dels Horts, Sant Climent de Llobregat, Sant Feliu de Llobregat, Sant Just Desvern, Cornellà de Llobregat, Sarrià, Sant Joan Despí i Centelles. Tant la Diputació com el Consell de Cent van fer costat al virrei qui va poder reprimir la situació en algunes places i aixecar el setge que començava sobre Barcelona el 30 de novembre de 1689. Aquesta fidelitat institucional va fer que els diputats obtinguessin el títol de "Ilustres y fidelíssimos", mentre els Consellers de Barcelona tenien dret de cobertura davant el rei assimilat als Grans d'Espanya. Paral·lelament, i per a evitar la repressió sobre els avalotats, la Generalitat proposa el perdó reial a canvi d'un donatiu de 190.000 lliures per atendre la cavalleria. Es va acceptar, si bé la recaptació mai va arribar a la xifra compromesa a causa de l'empobriment generalitzat del país. Aquest incompliment va ser motiu de noves tensions entre el virrei, Juan Clarós Pérez de Guzmán duc de Medina Sidonia, i els diputats entre 1690 i 1694.
Paral·lelament, les tropes franceses continuaven assetjant a la frontera, cau la Seu d'Urgell el juny de 1691 i el juliol vint-i-cinc galeres protagonitzen el bombardeig de Barcelona.